# Joe E. Brown

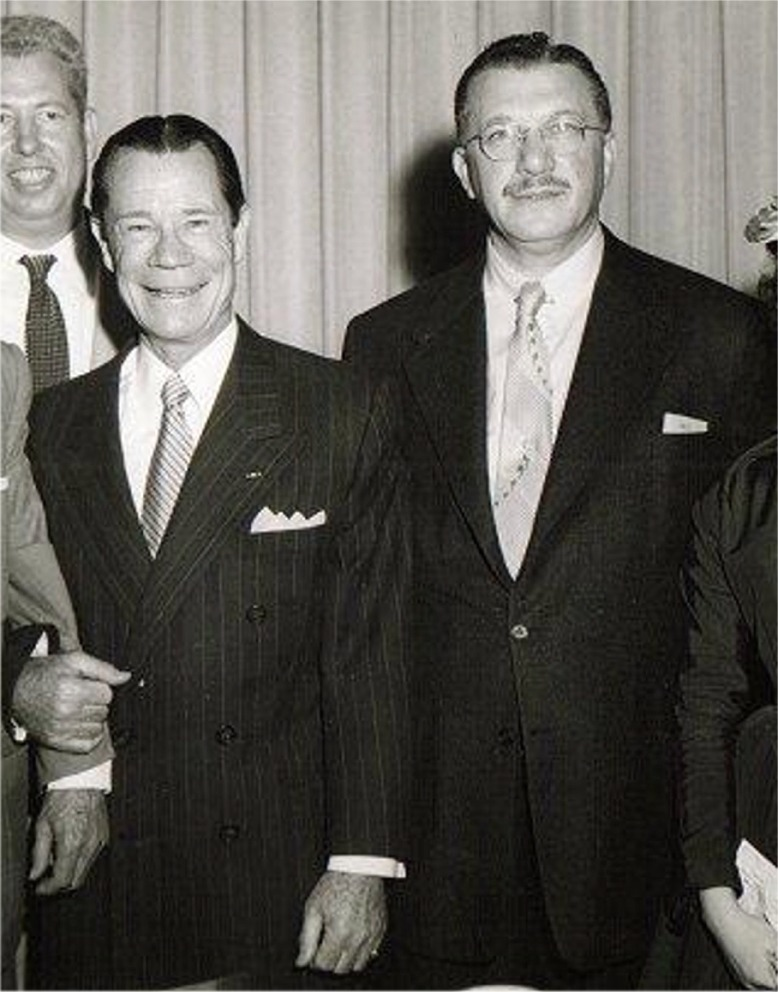
Joe E. Brown och läkaren Irving Leroy Ress, ca 1950.

Joseph Evans Brown, känd som Joe E. Brown, född 28 juli 1891 i Holgate i Henry County, Ohio, död 6 juli 1973 i Brentwood i Los Angeles, var en amerikansk skådespelare och komiker med karakteristiskt utseende (bred mun). Browns mest kända filmroll är förmodligen den som miljonären Osgood Fielding III i Billy Wilders I hetaste laget (1959).

## Filmografi (i urval)
- 1931 – The Stolen Jools
- 1934 – Sexdagarsloppet
- 1935 – En midsommarnattsdröm
- 1938 – Gladiatoren
- 1944 – Hollywood canteen
- 1951 – Teaterbåten
- 1956 – Jorden runt på 80 dagar
- 1959 – I hetaste laget
- 1963 – Komedi i skräck
- 1963 – En ding, ding, ding, ding värld